# قلب (زبان‌شناسی)
قَلب یا جایگشت در زبان‌شناسی تغییر ترتیب صداها یا هجاها در یک واژه، یا واژه‌ها در یک جمله است. بیشتر به جابجایی دو یا تعداد بیشتری صدای مجاور اشاره دارد، که با عنوان قلب مجاور یا قلب محلی  شناخته‌شده‌است:
- foliage → **foilage
- cavalry → **calvary

قلب واجی ممکن است شامل جابجایی صداهای غیرمجاور نیز باشد، که با عنوان قلب غیرمجاور، قلب فاصله‌زیاد، یا قلب بیش‌ازحد شناخته شده‌است:
- parabola لاتین> اسپانیایی palabra «واژه»
- miraculum لاتین> اسپانیایی milagro «معجزه»

زبان‌های بسیاری واژه‌هایی دارند که این پدیده را می‌نمایند، و برخی آن را به عنوان یک بخش باقاعده از دستورزبانشان به کار می‌برند (برای نمونه زبان فوری). همچنین فرایند قلب شکل واژه‌های آشنای بسیاری را در زبان‌هایی چون پارسی و انگلیسی تغییر داده‌است. تبدیل «قفل» به «قلف» یا «فلاسک» به «فلاکس» از نمونه‌های آشنای فرایند قلب در زبان فارسی‌اند.
شکل اصلی پیش از جایگشت از شکل‌های کهن‌تر واژه‌ها در واژگان زبان، یا، اگر هیچ شکلی حفظ نشده، از بازسازی واج‌شناختی، قابل نتیجه‌گیریست. در برخی موارد، از جمله "ask" (پایین را بنگرید)، نتیجه‌گیری قطعی در مورد نسخه اصلی ممکن نیست.

## قلب بلاغی
دیونیسوس هالیکارناس یک مورخ و دانشور بلاغت بود که در یونان سده ۱-ام پ.م. می‌زیست. او متن‌های کلاسیک را تحلیل کرد و تغییراتی اعمال کرد تا آن‌ها را شیواتر به نظر برساند. یکی از روشهایی که او به کار برد بازنویسی سندها با یک معیار عمدتاً دستوری بود: او پیشنهاد کرد تغییر ترتیب واژه‌ها و جمله‌ها متن را روانتر و «طبیعی‌تر» می‌کند. وی این روش بازنویسی را متاتسیس نامید.

## نمونه‌ها

### انگلیسی
قلب واجی عامل برخی خطاهای گفتاری متداول، همچون کودکان که spaghetti، سپاگِتی، را pasketti، پاسکِتی، دریافت می‌کنند، است. تلفظ ask به صورت /ˈæsk/ که اکنون تلفظ معیار در نظر گرفته می‌شود، از نسخه فعلی می‌آید که در بیشتر متن‌های مرکزی و جنوبی سده ۱۶-ام با «x» یا «cs» نوشت می‌شد، که تلفظ /ˈæks/ را نشان می‌دهد. کتاب‌های مقدس چاسر، ککستون، و کاوردیل از «xs» استفاده کرده‌اند؛ و شکسپیر و کتاب مقدس شاه جیمز از «ask» استفاده کرده‌اند.
برخی تلفظ‌ها یا خطاهای تلفظی دیگر در انگلیسی که قلب نشان می‌دهند:
- iron → iern /ˈaɪərn/ («آهن»)
- comfortable → comfterble /ˈkʌmftərbəl/ («راحت»)[۴]
- nuclear → nucular /ˈnjuːkjələr/ («هسته‌ای») (بازتجزیه‌شده به صورت nuke + -cular پسوند در particular، binocular)
- asterisk → asterix /ˈæstərɪks/ («ستاره»)
- cavalry → calvary /ˈkælvəri/ («سواره‌نظام»)
- foliage → foilage /ˈfɔɪlɪdʒ/ («شاخ‌وبرگ»)
- introduce → interduce /ɪntərˈdjuːs/ («معرفی کردن»)
- integral → intergal /ˈɪntərɡəl/ or intregal /ˈɪntrɪɡəl/
- pretty → purty /ˈpərti/ («زیبا»)
- relevant → revelant /ˈrɛvələnt/ («مربوط»)
- Chester-le-Street → Chester-el-Street /ˈtʃɛstər əl striːt/

این فرایند از لحاظ تاریخی واژه‌های انگلیسی بسیاری را شکل داده‌است. Bird و horse از bryd و hros انگلیسی باستان می‌آید؛ wasp و hasp نیز wæps و hæps نوشته می‌شدند. و به همین ترتیب، توضیح می‌دهد چرا «r» در third و thirteen به بعد از واکه حرکت کرده‌است، با اینکه «r» در این واژه‌ها در آغاز مانند «r» در three پیش از واکه بوده‌است.
beorht انگلیسی باستان («روشن») به bryht دستخوش قلب شد، که در انگلیسی مدرن bright («روشن») شده‌است.
Þreo («سه») انگلیسی باستان þrid («سوم) را شکل داد و þreotene («سیزده») را شکل داد. اینها به شکل‌هایی دستخوش قلب شدند که third («سوم) و thirteen («سیزده») انگلیسی مدرن شدند.
فعل wyrcan («کار کردن») انگلیسی باستان وجه وصفی worht («کار کرده، کارکرده») داشت. این به wroht دستخوش قلب واجی شد، که wrought («کارشده، ازکاردرآورده») انگلیسی مدرن شد.
Þyrl انگلیسی باستان («سوراخ») به þryl دستخوش قلب شده‌است. این واژه فعل þrylian («سوراخ کردن، سفتن») را به وجود آورده، که thrill انگلیسی مدرن شده و واژه مرکب nosþryl («سوراخ بینی) را شکل داده که nostril انگلیسی مدرن («سوراخ بینی») شده‌است.
قلب همچنین یک ویژگی مشترک گویش‌های وست کانتری است.

### فرانسوی
فرانسوی امروزی از جایگشت هجاها از طریق یک الگوی صحبت غیررسمی به نام ورلن (که خودش مثالی از آن است: verlan ← l'envers به معنی «معکوس») استفاده گسترده می‌کند. در ورلن واژه‌های نو از واژه‌های موجود با معکوس کردن ترتیب هجاها ساخته می‌شوند. ورلن‌سازی بیشتر در مورد واژه‌های دوهجایی به کار می‌رود و واژه‌های جدیدی که ساخته می‌شوند معمولاً به‌طور قابل توجهی از واژه‌های اصلی کمتر رسمی هستند. این فرایند اغلب شامل تغییرهای بیشتری از قلب ساده دو واج می‌باشد اما اساس کار را برای ورلن به عنوان یک پدیده زبان‌شناختی تشکیل می‌دهد.
چند مثال شناخته‌شده در زیر آمده‌است:
- laisse tomber → laisse béton
- cité → téci
- français → céfran

برخی واژه‌های بیشتر از یک بار قلب شده‌اند:
- arabe → beur → rebeu

قلب ساده نیز وجود دارد و واژه‌هایی، مانند fromage (از formage، «شکل‌دهی»)، را شکل داده‌است.